# Campagne de pêche
Une campagne de pêche est la durée de la sortie des bateaux hors du port pour aller pratiquer la pêche en mer, y compris la durée des trajets aller et retour. 
Selon la durée de la marée, on parle de petite pêche (moins d'une journée), de pêche côtière (de 1 à 4 jours), de pêche au large (une à deux semaines) ou de grande pêche (plusieurs mois).